# ستيك هاوس

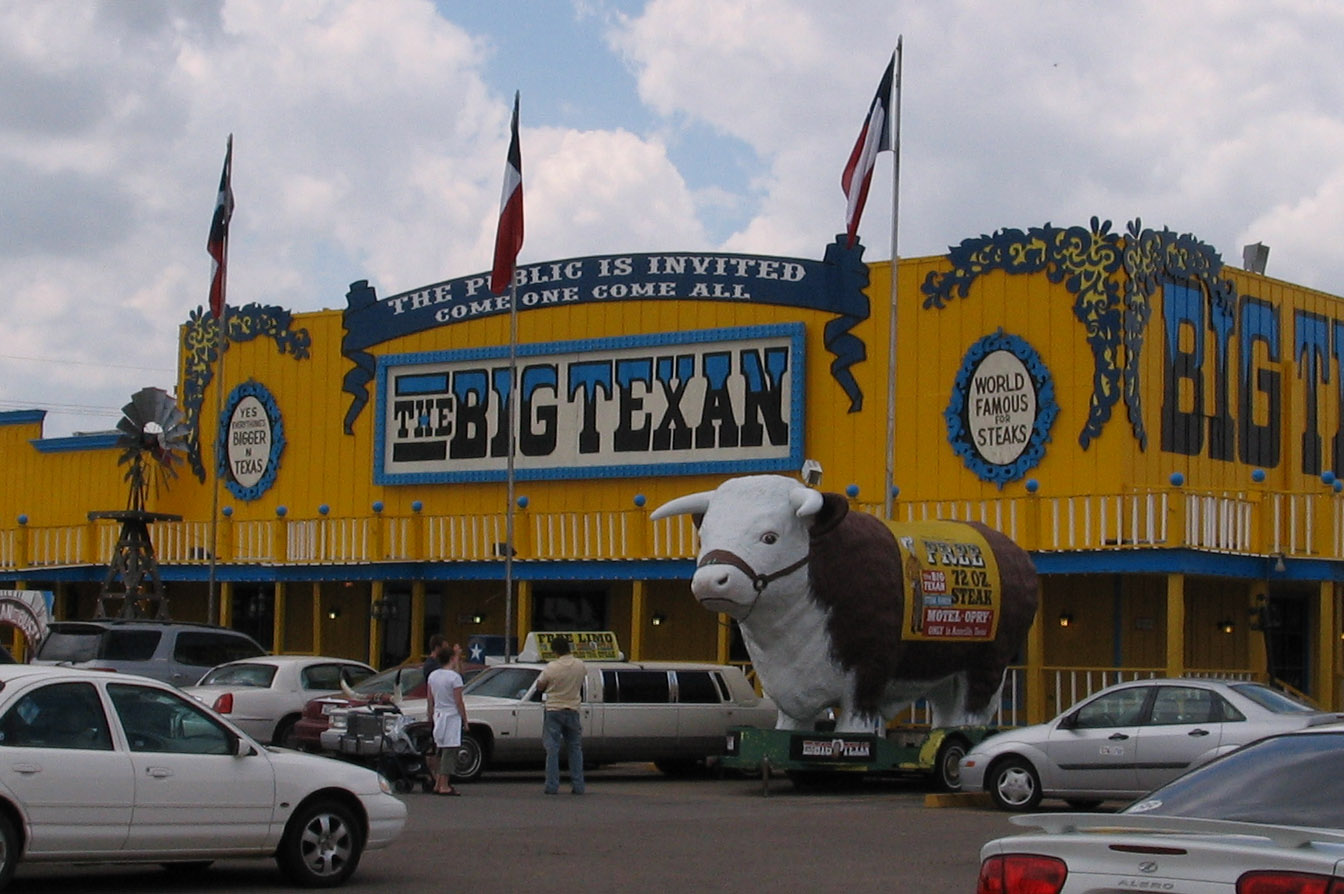

ستيك هاوس هو مطعم متخصص بإعداد شرائح لحم البقر وقطع اللحم الأخرى. عادة تطلب هذه الشرائح من قبل الزبون وياتي معها عادة بشكل تلقائي طبق جانبي من البطاطا والخضراوت. هذا النوع من المطاعم ظهر لأول مرة في لندن في 1690 وكان يقدم شرائح وقطع اللحم المختلفة. بقيت هذه المطاعم تستخدم نفس طرق إعداد الأطعمة حتى أواخر القرن التاسع عشر بالرغم من ظهور طرق طبخ جديدة. ستيك هاوس كانت فقط مفتوحة للرجال. في أواخر القرن التاسع عشر ظهرت مطاعم الستيك هاوس في الولايات المتحدة كتطور للحانات التقليدية.